# Ängertjärnen, Lappland
Ängertjärnen är en sjö i Malå kommun i Lappland och ingår i Skellefteälvens huvudavrinningsområde.